# 1891 no desporto

## Eventos
- 21 de dezembro - Criação do Basquete nos Estados Unidos.[1]

## Nascimentos
| Data          | Nome              | Profissão               | Nacionalidade | Observações | Ref   |
| ------------- | ----------------- | ----------------------- | ------------- | ----------- | ----- |
| 14 de julho   | Werner Rittberger | patinador artístico     | Alemanha      | m. 1975     | [ 2 ] |
| 3 de dezembro | Gustaf Lindblom   | atleta, saltador triplo | Suécia        | m. 1960     | [ 3 ] |

## Mortes
| Data | Nome | Profissão | Nacionalidade | Observações | Ref |
| ---- | ---- | --------- | ------------- | ----------- | --- |